# Elteber
Az elteber a keleti türköknél az egyik legjelentősebb katonai rang, a csatlakozott idegen népek fölé helyezett vezető volt. A tisztséget hasonló szereppel és jelentőséggel a kazárok is átvették, a kagán és a kagán-bég után a birodalomban harmadik rangú méltóság(ok)nak számított(ak).
A volgai bolgároknál az uralkodó címe volt Ibn Fadlán szerint a jiltever, azaz elteber, aki a volgai bolgárok függetlenedése révén vált kazár tisztviselőből bolgár uralkodóvá.
A magyar hatalmi rendszert is nagyon hasonlónak írta le Ibn Fadlán, ahol a harmadik rang, a karha, azaz harka minden bizonnyal az elteber megfelelője rangban és szerepben, azaz a csatlakozott idegen népek vezetője.